# Ignacy Kurdwanowski
Ignacy Kurdwanowski herbu Półkozic (zm. w 1777 roku) – sędzia grodzki krakowski, podwojewodzi lelowski w 1742 roku, sędzia żydowski województwa krakowskiego w latach 1763 -1777.
Był elektorem Stanisława Leszczyńskiego w 1733 roku z województwa krakowskiego.